# Willy Hufschmid
Willy Hufschmid (9 de outubro de 1918) foi um handebolista de campo suíço, medalhista olímpico.
Fez parte do elenco do bronze olímpico de handebol de campo nas Olimpíadas de Berlim de 1936.